# Gladiator (trilha sonora)
Gladiator: Music From the Motion Picture é a trilha sonora do filme de mesmo nome, Gladiator, lançada em 25 de abril de 2000 pela Decca Records. As músicas foram originalmente compostas por Hans Zimmer e Lisa Gerrard. A letra da canção-tema do filme, "Now We Are Free", performada pela cantora australiana Lisa Gerrard, contém uma língua inventada.
O álbum ganhou o Globo de Ouro de melhor trilha sonora original e também foi indicado para o Oscar e para o BAFTA de melhor trilha sonora.

## Lista de faixas
1. "Progeny" – 2:13
2. "The Wheat" – 1:03
3. "The Battle" – 10:02
4. "Earth" – 3:01
5. "Sorrow" – 1:26
6. "To Zucchabar" – 3:16
7. "Patricide" – 4:08
8. "The Emperor is Dead" – 1:21
9. "The Might of Rome" – 5:18
10. "Reunion" – 1:14
11. "Slaves to Rome" – 1:00
12. "Barbarian Horde" – 10:33
13. "Am I Not Merciful?" – 6:33
14. "Elysium" – 2:41
15. "Honor Him" – 1:19
16. "Now We Are Free" – 4:14

## Desempenho crítico e comercial
O álbum foi bem recebido pela crítica especializada. Sites de avaliação que atribuem pontos às trilhas sonoras avaliadas, como o Filmtracks, deram-lhe, no geral, boas notas e publicaram críticas positivas. Entre o público, a aceitação foi igualmente boa – a trilha recebeu, até agora, aproximadamente 400 comentários no site da Amazon, com 4,5 de média na classificação, cuja máxima são 5 estrelas. As vendas do álbum atingiram também ótimas marcas.

## Certificações
| Região         | Certificado | Vendas   |
| -------------- | ----------- | -------- |
| Polônia (ZPAV) | Platina     | 100.000+ |